# Pentagone (États-Unis)
Cet article concerne le bâtiment. Pour l'administration qu'il abrite, voir Département de la Défense des États-Unis.
Pour les articles homonymes, voir Pentagone (homonymie).
Le Pentagone (en anglais : The Pentagon) est un bâtiment construit pendant la Seconde Guerre mondiale situé à Arlington en Virginie, près de Washington, la capitale fédérale des États-Unis. Cet édifice abrite le quartier général du département de la Défense. En 2009, plus de 26 000 personnes y travaillent, parmi lesquelles des civils et des militaires. Son nom provient de la forme de son plan, un pentagone, et sert couramment à désigner le département de la Défense.
Cet immeuble de cinq étages, inauguré le 15 janvier 1943, est actuellement le deuxième plus grand bâtiment administratif du monde. Avant 2023, il était le premier du classement. Il est doté de 28 kilomètres de couloirs, d'une surface au sol de 600 000 m2 et de 340 000 m2 de bureaux. Constitué de cinq anneaux concentriques, il est bâti en béton armé.
Le Pentagone est ciblé par des terroristes pendant les attentats du 11 septembre 2001. Le vol American Airlines 77 percute le côté ouest du bâtiment, tuant 184 personnes dont les 59 présentes dans l'avion et 125 autres dans le Pentagone. Après l'attaque, le bâtiment est reconstruit, et deux mémoriaux ainsi qu'une chapelle sont ajoutés.

## Histoire

### Contexte

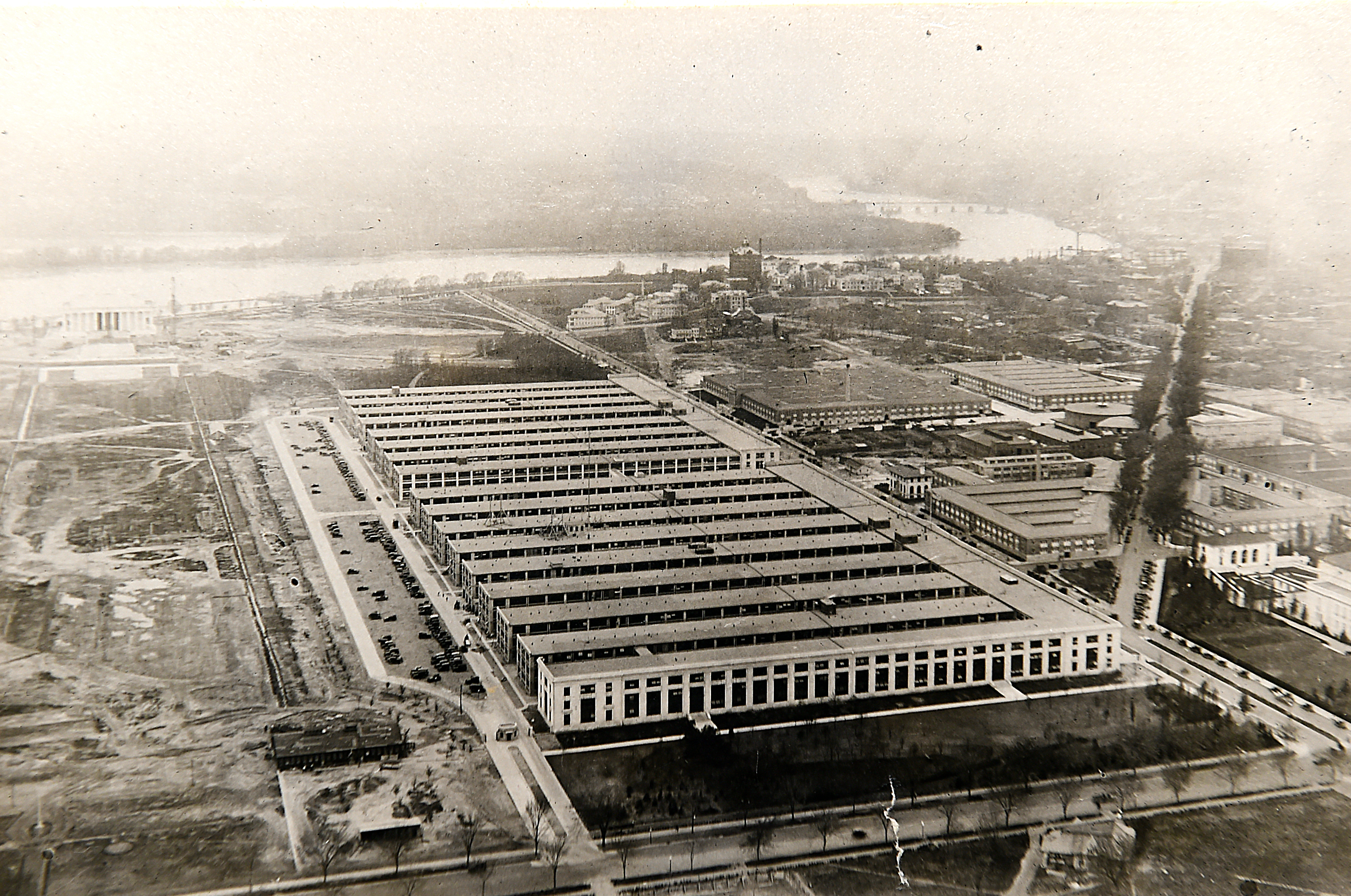
Les Main Navy & Munitions Buildings en 1918.

Avant la construction du bâtiment, le département de la Guerre des États-Unis était basé dans les Main Navy and Munitions Buildings (en), des structures temporaires érigées à Washington le long de Constitution Avenue sur le parc de National Mall pendant la Première Guerre mondiale. Certains services du département étaient également hébergés dans d'autres bâtiments à Washington, dans le Maryland et en Virginie. Vers la fin des années 1930, pendant la Grande Dépression et le programme de construction fédéral, le Harry S. Truman Building (en) est construit pour le département de la Guerre à Foggy Bottom. Ce bâtiment n'a toutefois pas suffi à regrouper tous les services dans une seule et même ville. Il est alors devenu le quartier général du département d'État.
Lorsque la Seconde Guerre mondiale éclate en Europe en 1939, le département de la Guerre est rapidement étendu afin de répondre aux enjeux du moment et dans l'anticipation d'une éventuelle participation américaine au conflit. Le secrétaire à la Guerre Henry Lewis Stimson trouvait la situation inacceptable, puisque les Munitions Buildings étaient surpeuplés et que les différents bureaux ne se trouvaient pas au même endroit.
En mai 1941, Stimson demande au président américain Franklin Delano Roosevelt de construire davantage de bâtiments pour accueillir le département de la Guerre dans les meilleures conditions possibles. Le 17 juillet 1941, une séance du Congrès est tenue, organisée par Clifton A. Woodrum (en) au sujet des différentes propositions pour un nouveau bâtiment. Woodrum fait alors pression sur Eugene Reybold (en), représentant du département de la Guerre lors de l'audience, pour qu'il trouve une « solution durable » au « problème d'espace », plutôt que de construire encore plus de bâtiments temporaires. Reybold fait parvenir un rapport au Congrès dans les cinq jours suivant la séance. Le général Brehon Burke Somervell est chargé par le département de proposer un plan.

### Choix du site

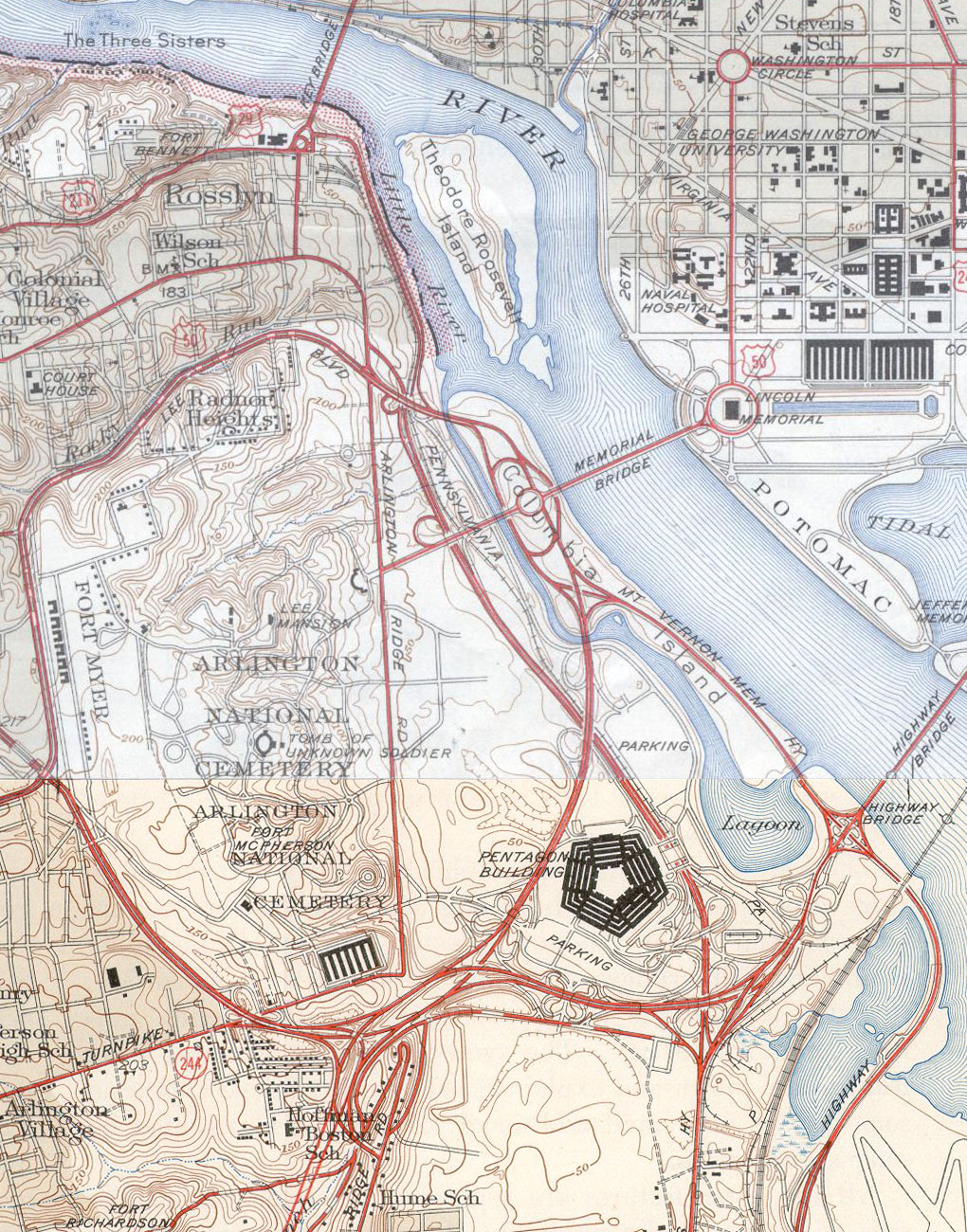
Une carte de 1945 représentant le Pentagone au milieu du réseau routier. Les Main Navy & Munitions Buildings sont situés près du Lincoln Memorial.

Les représentants du gouvernement acceptent que le nouveau bâtiment du département de la Guerre, officiellement appelé « Bâtiment administratif fédéral n°1 » (« Federal Office Building n°1 » en anglais), soit construit dans le comté d'Arlington, en Virginie, de l'autre côté du Potomac par rapport à la capitale. Ils précisent également que ce bâtiment ne doit pas faire plus de quatre étages de haut, et que sa construction ne nécessite qu'un minimum d'acier afin de préserver cette ressource pour les besoins de la guerre. Puisque le bâtiment ne peut pas être haut, il est construit en largeur. Parmi les sites envisagés pour la construction du bâtiment se trouvent la ferme expérimentale du département de l'Agriculture, adjacente au cimetière national d'Arlington, et l'ancien aéroport de Hoover Field.
Le site choisi en premier est celui de la ferme d'Arlington, qui avait une forme asymétrique et grossièrement pentagonale, ce qui pousse les architectes à dessiner un bâtiment pentagonal. Craignant que ce nouveau bâtiment ne gâche la vue de Washington depuis le cimetière d'Arlington, le président Roosevelt finit par choisir le site de l'aéroport de Hoover Field. Le bâtiment conserve sa forme pentagonale puisque Roosevelt l'appréciait et que le redessiner aurait été trop coûteux. Libéré des contraintes physiques du terrain de la ferme d'Arlington, le bâtiment devient un pentagone aux formes régulières. Sa forme rappelle celle des fortifications bastionnées.
Le 28 juillet, le Congrès autorise le financement d'un nouveau bâtiment pour le département de la Guerre à Arlington, qui pourrait héberger tous les services du département en un même endroit. Le président Roosevelt confirme son choix du site le 2 septembre. Alors que le projet est en cours de validation, Somervell choisit les constructeurs, à savoir John McShain Inc. de Philadelphie, qui avait déjà construit l'aéroport national de Washington à Arlington, le Jefferson Memorial à Washington et le National Naval Medical Center à Bethesda dans le Maryland, ainsi que Wise Contracting Company Inc et Doyle and Russell, tous deux de Virginie. En complément du site de l'aéroport de Hoover Field et de quelques terrains détenus par le gouvernement, la construction du Pentagone nécessitait 287 acres (1,16 km2) supplémentaires, qui sont achetés pour 2,2 millions de dollars (environ 35,2 millions de dollars en 2023),. Le quartier de Hell's Bottom, composé de plusieurs magasins de prêt sur gage, d'entreprises, d'environ 150 maisons, est rasé pour faire de la place pour le Pentagone.

### Construction

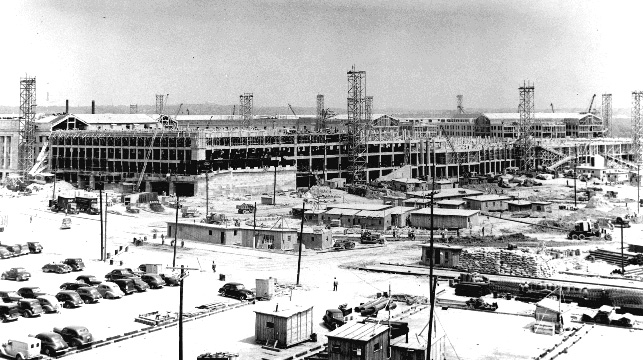
Le Pentagone (vue du nord-ouest) en construction le 1 juillet 1942.

Les contrats d'un montant total de 31,1 millions de dollars (environ 497 millions de dollars en 2023) sont signés par toutes les parties le 11 septembre 1941. Les travaux débutent le jour même,. Parmi les exigences de conception, Somervell voulait que la structure puisse supporter des charges au sol allant jusqu'à 150 psi (1 000 kPa), au cas où le bâtiment devenait un centre de stockage de documents après la fin de la guerre. Au lieu d'être construit avec de l'acier, le Pentagone est entièrement en béton armé grâce à 680 000 tonnes de sable prélevés du fond du Potomac. Aucun ascenseur n'est installé dans le bâtiment à son inauguration selon la même logique. Du calcaire de l'Indiana est utilisé pour la façade du bâtiment.
- Le Pentagone (431 m)
- Le RMS Queen Mary 2 (345 m)
- L'USS Enterprise (342 m)

Le Pentagone (en bleu clair) comparé à de grands bateaux et bâtiments :
Le Pentagone (431 m)
Le RMS Queen Mary 2 (345 m)
L' (342 m)
L'Hindenburg (245 m)
Le Yamato (263 m)
L'Empire State Building (443 m)
Le Knock Nevis (458 m)
L'Apple Park (464 m)

Les travaux de conception architecturale et structurelle du Pentagone se déroulent en même temps que la construction, et les premiers plans sont fournis début octobre 1941. La majorité du gros œuvre est terminée le 1er juin 1942. Parfois, les travaux de construction devançaient la conception, et les constructeurs utilisaient des matériaux différents de ceux spécifiés dans les plans. La construction est à nouveau accélérée après l'attaque de Pearl Harbor le 7 décembre 1941, Somervell exigeant que 93 000 m2 d'espace soient disponibles d'ici au 1er avril 1943. L'architecte en chef George Bergstrom démissionne en avril 1942 après avoir été accusé de conduite inappropriée sans rapport avec le projet du Pentagone. David J. Witmer remplace Bergstrom le 11 avril. La construction est achevée le 15 janvier 1943.
Le site, situé sur la plaine inondable du Potomac, présentait de nombreux défis techniques. Il n'était pas plat, avec près de 10 mètres de différence entre le point le plus haut et le point le plus bas. Deux murs de soutènement sont construits pour compenser cette différence d'altitude, et de profondes fondations ont été coulées afin de stabiliser le bâtiment. La construction du Pentagone est réalisée en environ 16 mois pour un coût total de 83 millions de dollars (environ 1,33 milliard de dollars en 2023). La hauteur approximative du bâtiment est de 23 mètres et chacun des cinq côtés mesure 281 m de long.
Le bâtiment est construit côté par côté ; chaque côté est occupé par le département de la Guerre dès qu'il est terminé, et la construction se poursuit sur les côtés suivants,.
Le Pentagone est conçu conformément aux lois de ségrégation raciale en vigueur en Virginie à l'époque, avec des salles à manger et des toilettes distinctes pour les personnes blanches et noires. Alors que les deux types de toilettes étaient côte à côte, les salles à manger pour les noirs étaient situées au sous-sol. Lorsque Roosevelt visite l'installation avant son inauguration, il ordonne le retrait des panneaux « Blancs uniquement » dans les zones ségréguées. Lorsque le gouverneur de Virginie a protesté, l'administration Roosevelt a répondu que le Pentagone, bien que situé sur des terres de Virginie, était sous juridiction fédérale. De plus, les employés fédéraux militaires et civils doivent se conformer aux politiques du président. En conséquence, le Pentagone était le seul bâtiment de Virginie où les lois de ségrégation raciale n'étaient pas appliquées (ces lois ne sont annulées qu'en 1965).
La cour centrale du bâtiment fut surnommée « ground zero », car elle est susceptible d'être la cible prioritaire d'un éventuel bombardement nucléaire ennemi.

### Hall of Heroes

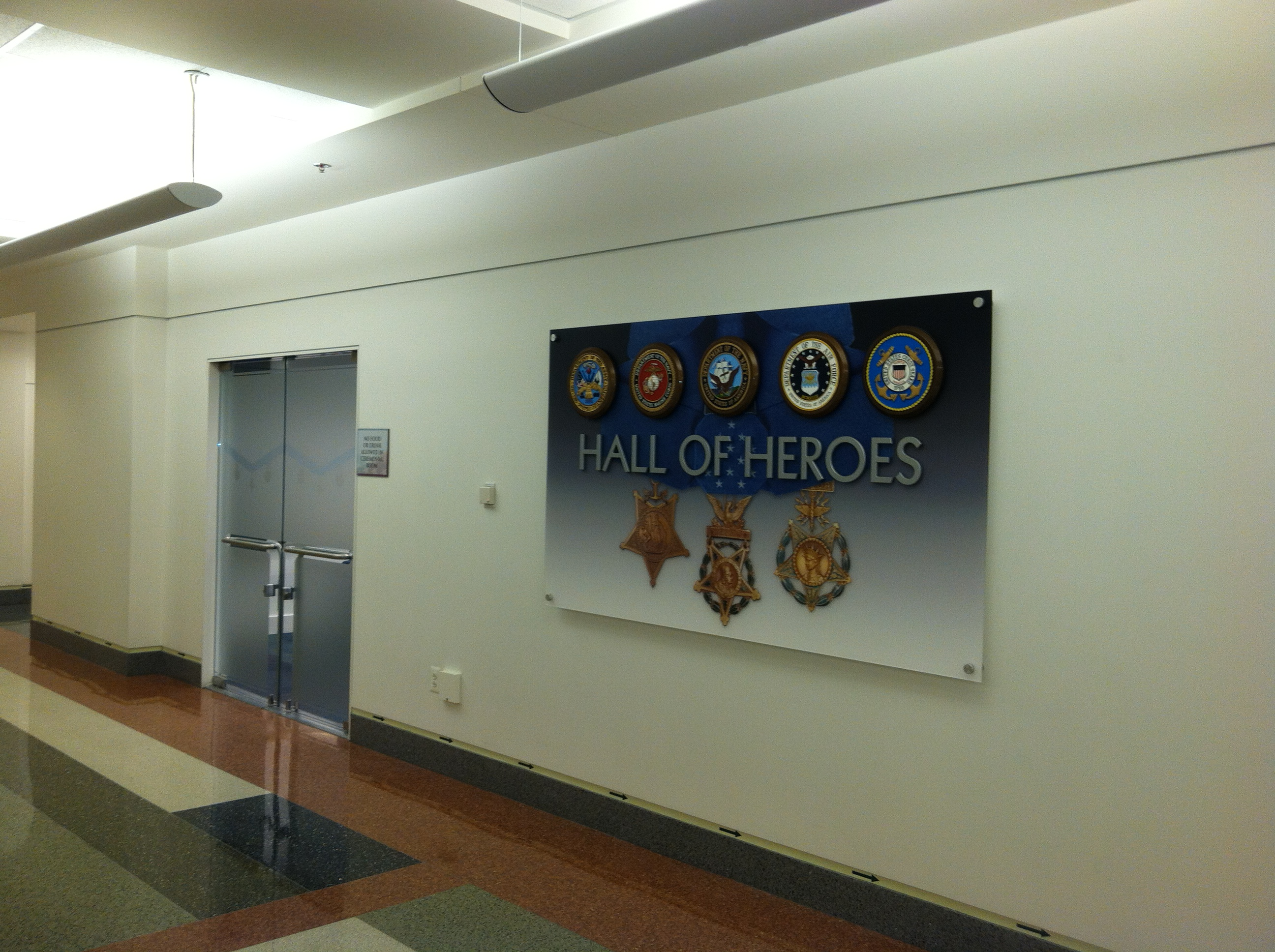
Le Hall of Heroes en 2013.

Dans le hall principal du bâtiment se trouve le Hall of Heroes, inauguré en 1968 et dédié aux récipiendaires de la Medal of Honor, la plus haute décoration militaire des États-Unis. Les trois versions de la Medal of Honor – Army, Sea Service et Air Force – sont exposées avec les noms des récipiendaires.
Le Hall est également utilisé pour célébrer des promotions, des départs à la retraite et d'autres cérémonies,.

### Rénovation
D'importants travaux de rénovation (en) ont lieu entre 1998 et 2011, avec entre autres l'ajout d'une couche de kevlar dans le cadre de mesures antiterroristes et le retrait de 53 000 t de matériaux contenant de l'amiante et d'autres éléments dangereux. Ces travaux étaient en cours lors des attentats du 11 septembre 2001, ce qui fait que la plupart des bureaux de la partie touchée étant inoccupés.

## Incidents

### Manifestations

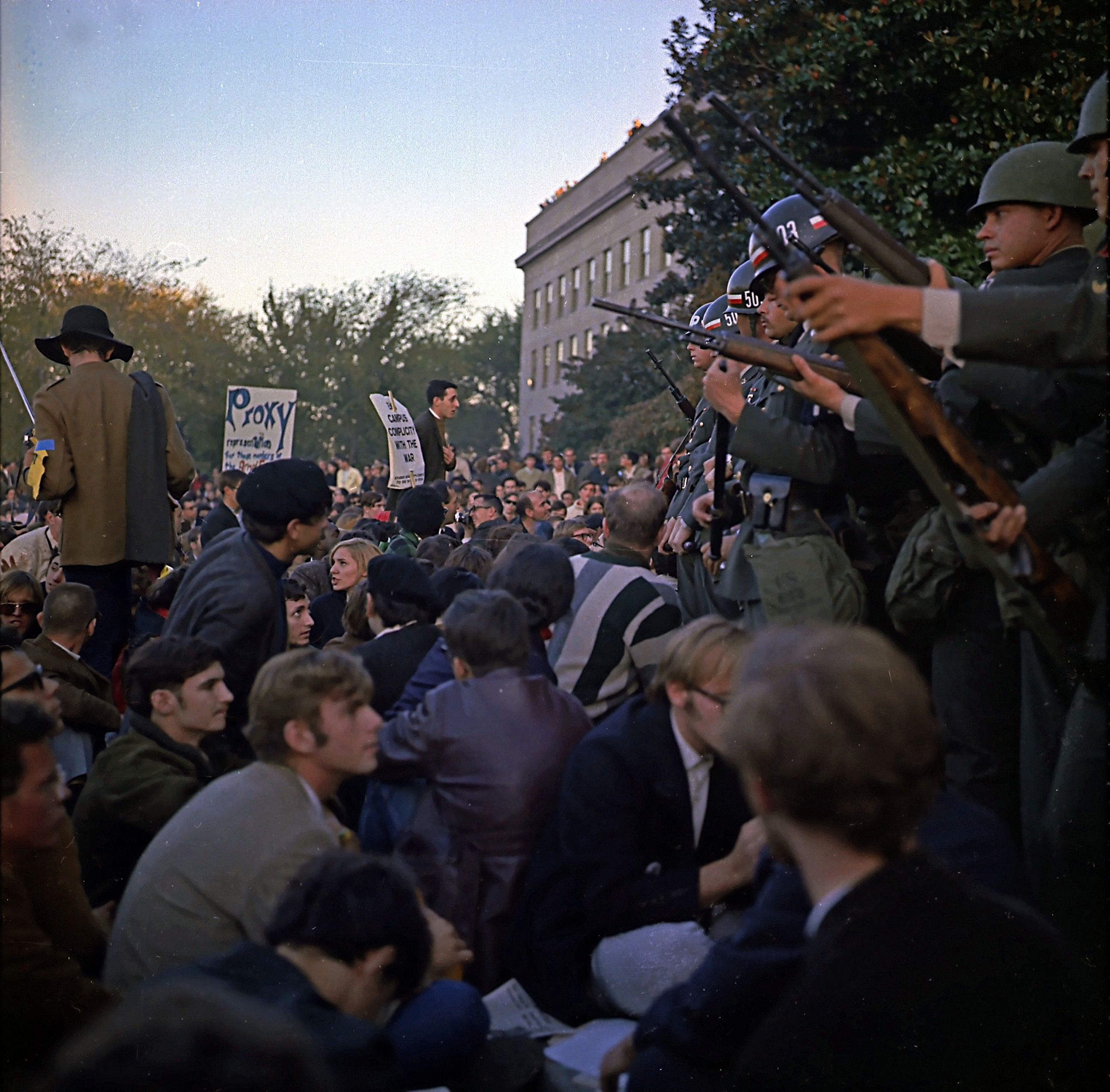
Des manifestants devant le Pentagone le 21 octobre 1967.

À la fin des années 1960, le Pentagone devient un important point de protestation contre la guerre du Vietnam. Un groupe de 2 500 femmes appartenant au mouvement Women Strike for Peace manifeste devant le bureau du secrétaire à la Défense Robert McNamara au Pentagone le 15 février 1967. En mai 1967, un groupe de 20 manifestants organise un sit-in devant le bureau des chefs d'état-major des armées, qui dure quatre jours avant qu'ils ne soient arrêtés. Le 21 octobre 1967, quelque 35 000 manifestants opposés à la guerre dirigés par le National Mobilization Committee to End the War in Vietnam (en) se rassemblent pour une manifestation devant le ministère de la Défense (la « Manifestation du Pentagone »). Ils sont bloqués par 2 500 soldats armés. Au cours de la manifestation, une célèbre photo est prise, où George Harris place des œillets dans le canon des fusils des soldats,.
Le 19 mai 1972, un attentat à la bombe est commis par le Weather Underground dans les toilettes pour femmes. Il ne fait aucune victime mais détruit des ordinateurs dans la pièce adjacente. Le mouvement voulait venger le bombardement de Hanoï par l'armée américaine.
Le 17 mars 2007, entre 4 000 et 15 000 personnes manifestent contre la guerre d'Irak en marchant du Lincoln Memorial au parking nord du Pentagone,. La Pentagon Force Protection Agency (en), une agence fédérale créée après cette attaque, est chargée de tous les aspects de sécurité concernant le département de la Défense et englobe la United States Pentagon Police.

### Attentats du 11 septembre 2001

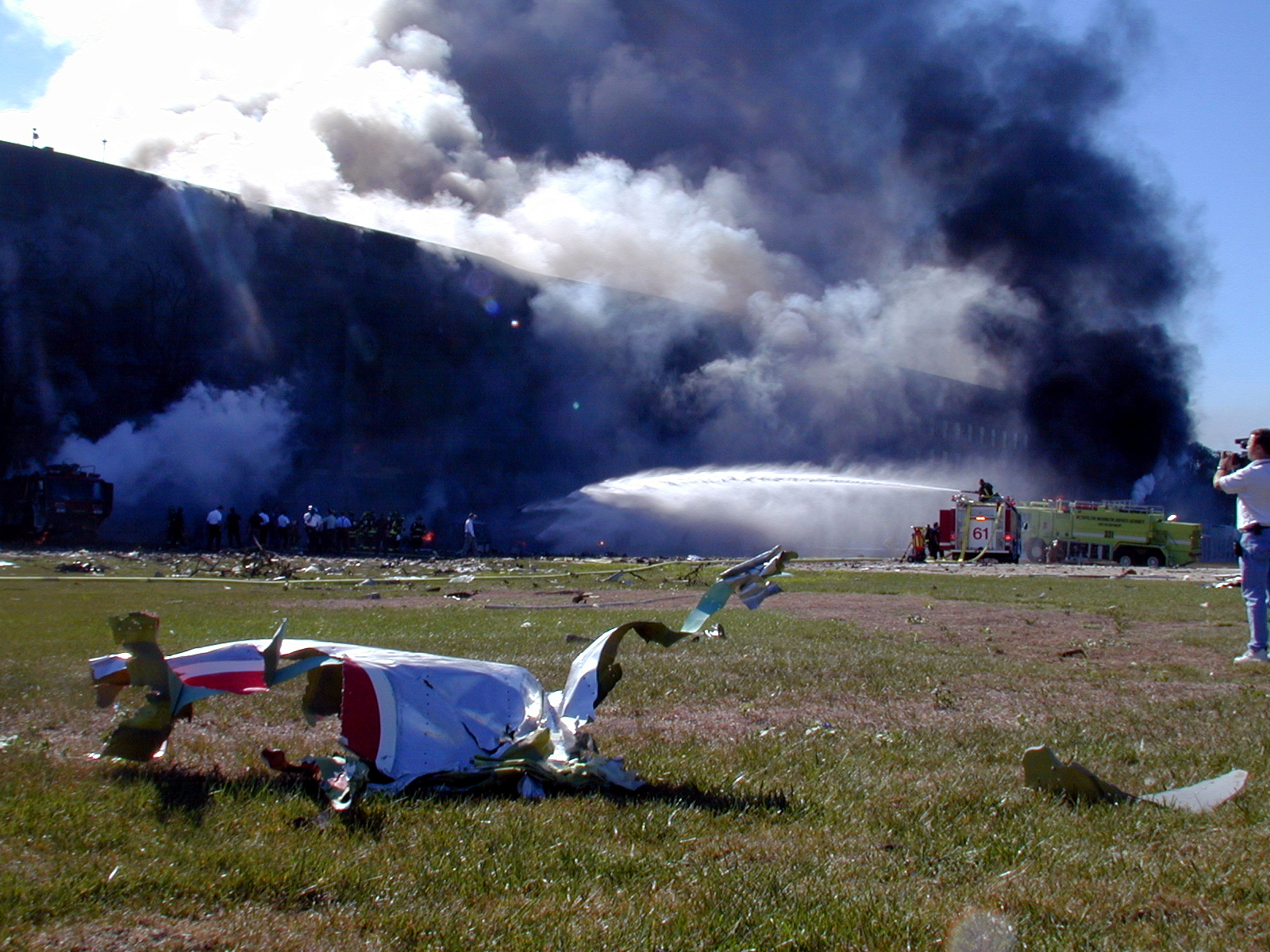
Lutte contre l'incendie causé par l'attaque du 11 septembre 2001. Sur la pelouse, un des débris du vol American Airlines 77.

Le 11 septembre 2001, soit le jour du 60e anniversaire du début des travaux de construction du Pentagone, cinq terroristes d'Al-Qaïda prennent le contrôle du vol American Airlines 77 et s’écrasent délibérément sur le côté ouest du Pentagone à 9 h 37 (heure locale). L’impact de l’avion endommage gravement une aile du bâtiment et provoque son effondrement partiel. Ce jour-là, seules 800 personnes étaient présentes dans le bâtiment, contre 4 500 habituellement. De plus, la zone touchée était la section la mieux préparée à un tel évènement,.
Il s'agissait également de la seule zone du Pentagone dotée d'un système d'extinction automatique, et avait été reconstruite en béton armé afin de résister aux explosions de bombes. Ces renforts en acier ont empêché cette section du bâtiment de s'effondrer pendant 30 minutes, soit suffisamment de temps pour que des centaines de personnes puissent sortir en sécurité. La zone touchée par l'avion avait également des fenêtres résistantes aux explosions (5 cm d'épaisseur et 1 100 kg chacune) qui sont restées intactes pendant l'accident et l'incendie. De nouvelles portes coupe-feu avaient également été ajoutées.
Les entreprises de construction déjà impliqués dans la rénovation ont été chargées de reconstruire les sections endommagées lors des attaques. Ce nouveau projet a été baptisé « Projet Phoenix » et avait pour objectif de rouvrir le plus de bureaux possible avant le 11 septembre 2002.
Après la fin du chantier, un petit mémorial et une chapelle ont été incorporés au bâtiment. Pour le cinquième anniversaire des attentats du 11 septembre, un mémorial composé de 184 faisceaux de lumière est inauguré dans la cour centrale du Pentagone, une lumière pour chaque victime de l'attentat. Chaque année, un drapeau américain est accroché à l'endroit du Pentagone endommagé par l'attentat, et le côté du bâtiment est illuminé la nuit avec des lumières bleues. Un autre mémorial, dont la construction a commencé en 2006, est composé d'un parc de 8 100 m2 avec 184 bancs, une pour chaque victime. Le parc ouvre au public le 11 septembre 2008,.

## Caractéristiques générales

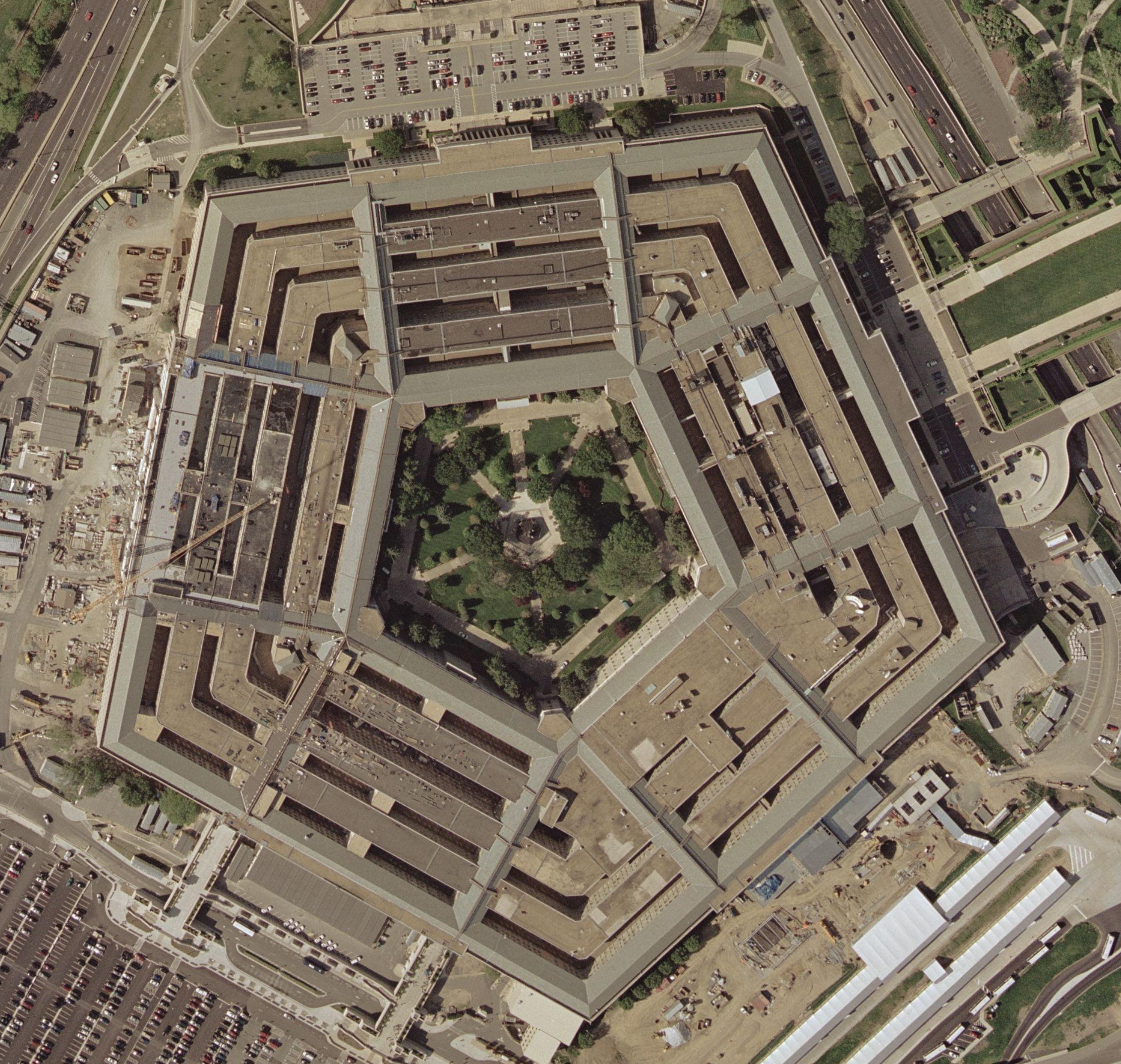
Photo satellite en 2002 ; à l'ouest du bâtiment, la reconstruction de la partie détruite par l'attentat de 2001.

Plusieurs des caractéristiques ci-dessous sont obsolètes avec les divers travaux de rénovation :
- Début de la construction : 11 septembre 1941[18] ;
- Fin de la construction : 15 janvier 1943[49] ;
- Coût total du projet (équipements extérieurs y compris) : 83 millions de dollars de l'époque (environ 1,33 milliard de dollars de 2015) ;
- Coût du bâtiment principal : 49,6 millions de dollars (environ 795 millions de dollars de 2015) ;
- Surface totale occupée : 2,4 km2 ;
- Surface couverte brute : 620 000 m2[18] ;
- Volume occupé : 2 000 000 m3 ;
- Surface couverte par le bâtiment du Pentagone : 117 000 m2 ;
- Surface de la cour centrale : 20 000 m2 ;
- Routes d'accès construites : 48 kilomètres ;
- Nombre de passages supérieurs et de ponts construits : 21 ;
- Capacité de stationnement : 8 770 véhicules ;
- Espace de stationnement : 270 000 m2 ;
- Longueur externe de chacune des cinq ailes : 281 mètres ;
- Hauteur du bâtiment : 24 mètres ;
- Nombre d'étages : 5 (sans compter les 2 étages souterrains : le sous-sol et la mezzanine) ;
- Longueur totale des couloirs : 28 kilomètres[49] ;
- Nombre de rampes d'escaliers : 131 ;
- Escaliers roulants : 19 ;
- Ascenseurs : 13 ;
- Nombre de toilettes : 284 (deux fois plus nombreuses que les besoins réels, en raison des lois sur la ségrégation raciale en vigueur en Virginie lors de la construction)[50],[51],[52] ;
- Fontaines de boissons : 691 ;
- Horloges installées : 4 200 ;
- Lampes : 16 250 ;
- Fenêtres : 7 554[18] ;
- Nombres de lignes téléphoniques : 25 000 à l'origine ;
- Longueur des câbles téléphoniques : 100 000 miles (160 934 km) ;
- Moyens de communications audio, vidéo et informatique : ~ 100 000 (en 2019 depuis la fin des rénovations en 2011)[34] ;
- Salles de serveurs informatiques consolidées : 16 (en 2019 depuis la fin des rénovations en 2011)[34].

## Accès

### Transports en commun
Le Pentagone est desservi par la ligne bleue du métro de Washington depuis le 1er juillet 1977 et la ligne jaune depuis le 30 avril 1983.

### Héliport
Un héliport de 30,5 m de côté a été construit en 1955. Il est doté d'une tour de contrôle depuis avril 1959.